# 日本疫学会
一般社団法人日本疫学会（にほんえきがくかい、英語：Japan Epidemiological Association）は、疫学研究の進歩発展と会員相互の交流を目的に1991年に発足した学会。
事務局は東京都文京区本郷7-2-2。

## 活動
毎年学術総会の会期前後に疫学セミナーを開催、ニュースレターの刊行（年2回）、国際交流事業、日本疫学会奨励賞、疫学の未来を語る若手の会の開催など。

## 機関誌
- 『Journal of Epidemiology』 年6回